# Opuntia apurimacensis
Opuntia apurimacensis ist eine Pflanzenart in der Gattung der Opuntien (Opuntia) aus der Familie der Kakteengewächse (Cactaceae). Das Artepitheton apurimacensis verweist auf das Vorkommen der Art in der peruanischen Region Apurímac.

## Beschreibung
Opuntia apurimacensis wächst strauchig, ist halbkriechend bis aufrecht und erreicht Wuchshöhen von bis zu 1 Meter. Die an ihrer Spitze etwas zugespitzten Triebabschnitte sind 15 bis 20 Zentimeter lang, 6 bis 10 Zentimeter breit und 1 bis 2 Zentimeter dick. Die darauf befindlichen ovalen bis kreisrunden Areolen sitzen auf kleinen Höckern. Die bräunlich gelben Glochiden sind bis zu 3 Millimeter lang. Die ein bis zwei dünnen, abstehenden, geraden Dornen sind weißlich. Sie sind 3 bis 7 Millimeter lang.
Die zitronengelben Blüten erreichen eine Länge von 6,5 bis 7 Zentimeter. Die leuchtend roten oder grünlich gelben Früchte sind bis zu 6 Zentimeter lang.

## Verbreitung und Systematik
Opuntia apurimacensis ist in der peruanischen Region Apurímac verbreitet.
Die Erstbeschreibung als Platyopuntia apurimacensis erfolgte 1981 durch Friedrich Ritter. Richard Crook und Roy Mottram stellten die Art 1995 in die Gattung Opuntia.

## Nachweise